# وزارت کشور استونی
وزارت کشور یا وزارت داخلی (استونیایی: Eesti Siseministeerium) یک وزارت در دولت استونی است که مسئول رسیدگی به امور کشور همچون امور شهروندی، امنیت داخلی، پلیس و مرزبانی است.

## فهرست وزیران
فهرست وزیران کشور استونی از سال ۱۹۹۰:
- اولو لانیارو (۱۷ آوریل ۱۹۹۰ – ۳۰ ژانویه ۱۹۹۲)
- روبرت نارسکا (۳۰ ژانویه ۱۹۹۲ – ۲۱ اکتبر ۱۹۹۲)
- لاگله پارک (۲۱ اکتبر ۱۹۹۲ – ۲۷ نوامبر ۱۹۹۳)
- هیکی آریکه (۱۴ دسامبر ۱۹۹۳ – ۴ نوامبر ۱۹۹۴)
- کایدو کاما (۴ نوامبر ۱۹۹۴ – ۱۲ آوریل ۱۹۹۵)
- ادگار ساویسار (۱۲ آوریل ۱۹۹۵ – ۱۰ اکتبر ۱۹۹۵)
- مارت راسک (۳ نوامبر ۱۹۹۵ – ۱ دسامبر ۱۹۹۶)
- ریوو سینییارو (۱ دسامبر ۱۹۹۶ – ۲۹ آوریل ۱۹۹۷)
- روبرت لپیکسون (۵ مه ۱۹۹۷ – ۲۸ ژانویه ۱۹۹۸)
- اولاری تال (۲۹ ژانویه ۱۹۹۸ – ۲۵ مارس ۱۹۹۹)
- یوری مویس (۲۵ مارس ۱۹۹۹ – ۵ نوامبر ۱۹۹۹)
- تارمو لودوس (۹ نوامبر ۱۹۹۹ – ۲۸ ژانویه ۲۰۰۲)
- آین سپیک (۲۸ ژانویه ۲۰۰۲ – ۳ فوریه ۲۰۰۳)
- توماس وارک (۱۰ فوریه ۲۰۰۳ – ۱۰ آوریل ۲۰۰۳)
- مارگوس لیوو (۱۰ آوریل ۲۰۰۳ – ۱۳ آوریل ۲۰۰۵)
- کاله لانت (۱۳ آوریل ۲۰۰۵ – ۵ آوریل ۲۰۰۷)
- یوری پیهل (۵ آوریل ۲۰۰۷ – ۲۱ مه ۲۰۰۹)
- مارکو پومرانتس (۳ ژوئیه ۲۰۰۹ – ۵ آوریل ۲۰۱۱)
- کن-مارتی واهر (۶ آوریل ۲۰۱۱ – ۲۶ مارس ۲۰۱۴)
- هانو پوکور (۲۶ مارس ۲۰۱۴ – ۲۳ نوامبر ۲۰۱۶)
- آندرس آنولت (۲۳ نوامبر ۲۰۱۶ – ۲۶ نوامبر ۲۰۱۸)
- کاتری رایک (۲۶ نوامبر ۲۰۱۸ – ۲۹ آوریل ۲۰۱۹)
- مارت هلمه (۲۹ آوریل ۲۰۱۹ – ۹ نوامبر ۲۰۲۰)
- آلار لانمان (۱۸ نوامبر ۲۰۲۰–۲۶ ژانویه ۲۰۲۱)
- کریستیان یانی (۲۶ ژانویه ۲۰۲۱ – ۳ ژوئن ۲۰۲۲)
- کاله لانت (۳ ژوئن ۲۰۲۲ – ۱۴ ژوئیه ۲۰۲۲)
- لاوری لنمتس (۱۸ ژوئیه ۲۰۲۲ – ...)